# José Basualdo
José Horacio Basualdo (Campana, 1963. június 20. –) argentin labdarúgóedző, korábban válogatott labdarúgó.

## Pályafutása

### Klubcsapatban
Pályafutásának legjobb eredményeit a Vélez Sarsfield és a Boca Juniors színeiben érte el. Többszörös argentin bajnok, Libertadores kupa– és Interkontinentális kupa győztes.

### A válogatottban
1989 és 1995 között 31 alkalommal játszott az argentin válogatottban. Részt vett az 1990-es és az 1994-es világbajnokságon. Tagja volt az 1993-as Copa Américán győztes csapat keretének is.

### Edzőként
Miután befejezte a játékospályafutását, edzősködésbe kezdett. Irányította többek között az Universitario de Deportes, a Cienciano, a Deportivo Quito, az El Porvenir, a Santiago Morning és az Universidad de Santiago együtteseit is.
Legutóbb az uruguayi Cerro csapatánál dolgozott.

## Sikerei, díjai

### Játékosként
Vélez Sársfield
- Argentin bajnok (2): 1993 Clausura, 1995 Apertura
- Copa Libertadores (1): 1994
- Interkontinentális kupa (1): 1994

Boca Juniors
- Argentin bajnok (3): 1998 Clausura, 1999 Clausura, 2000 Apertura
- Copa Libertadores (1): 2000
- Interkontinentális kupa (1): 2000

Argentína
- Copa América (1): 1993

## Külső hivatkozások
- José Basualdo – a FIFA adatbázisában
- José Basualdo adatlapja a National-Football-Teams.com oldalon (angolul)

- José Basualdo (francia, angol nyelven). FootballDatabase.eu